# Ryan Thomas
Ryan Jared Thomas (Te Puke, 1994. december 20. –) új-zélandi válogatott labdarúgó, a PEC Zwolle játékosa.
Bekerült a 2013-as U20-as OFC-bajnokságon, 2013-as U20-as labdarúgó-világbajnokságon és a 2017-es konföderációs kupán részt vevő keretbe.

## Statisztika
| Válogatott | Szezon   | Mérkőzés | Gól |
| ---------- | -------- | -------- | --- |
| Új-Zéland  | 2014     | 4        | 0   |
| Új-Zéland  | 2015     | 1        | 0   |
| Új-Zéland  | 2016     | 2        | 0   |
| Új-Zéland  | 2017     | 11       | 3   |
| Új-Zéland  | 2018     | 0        | 0   |
| Új-Zéland  | 2019     | 1        | 0   |
| Összesen   | Összesen | 19       | 3   |

## Sikerei, díjai

### Klub
- PEC Zwolle
  - Holland kupa: 2013–14
  - Holland szuperkupa: 2014

### Válogatott
- Új-Zéland U20
  - U20-as OFC-bajnokság: 2013